# Kanō Tan'yū
Kanō Tan'yū (狩野 探幽), de son vrai nom Kanō Morinobu, surnommé Shirojirō, Uneme, de noms de pinceau : Tan'yû, Byakurenshi, Hippōdaikoji, Seimei, né le 4 mars 1602 et mort le 4 novembre 1674, est un peintre japonais de sujets de genre, animaux et compositions murales de l'école Kanō. Par sa personnalité, Tan'yū domine l'école Kanō de l'époque d'Edo.

## Biographie et parcours artistique

### Le style décoratif desXVIeetXVIIesiècles
Avant même la mort à Kyōto de Sanraku, dernier représentant du style Momoyama, apparaît une nouvelle génération de peintres: l'école principale de Kanō, liée maintenant à la famille des Tokugawa, change de chef et ce sont trois petits-fils d'Eitoku, soit les fils de Takanobu (1571-1618), Tan'yū, Naonobu et Yasunobu qui prennent la tête de l'atelier, devenu l'académie officielle du nouveau Shôgunat d'Edo.
Premières années. Tan'yū est né à Kyoto et formé par son père. Il est reçu, à l'âge de dix ans (en 1612) par Tokugawa Ieyasu et à seize ans, après avoir combattu aux côtés de Ieyasu, il est nommé peintre officiel du shogun. Ses premières réalisations font sa renommée et il vient s'installer à Edo en 1621, à la demande du shogun Hidetada, sur un terrain qui lui est offert. Il fonde ainsi l'école Kanō d'Edo, la branche Kajibashi à Kajibashi-chō. Son frère Naonobu, vient le rejoindre. Plus tard, le fils de Tan'yū par sa deuxième femme, Kanō Tanshin (Morimasa) (1653 - 1718) dirigera cette branche, tandis que le fils de son frère, Tsunenobu (1636-1713) fondera la branche Kobiki, dans le quartier de Kobiki-chō d'Edo.
Après la mort subite de leur père en 1618, le premier travail important auquel les trois frères doivent faire face, surtout l'aîné, Tan'yū, est la décoration du château de Nijō, construit à Kyōto de 1601 à 1603 par Tokugawa Ieyasu. En 1626, Iemitsu, son petit-fils, afin d'affirmer la puissance du nouveau Shôgunat vis-à-vis de la famille impériale, invite solennellement l'empereur Go-Mizunoo à séjourner dans ce château, qu'il fait embellir de 1624 à 1626, en vue de cette visite en y ajoutant de nouveaux bâtiments et en renouvelant complètement la décoration. L'exécution de ce travail dans un temps limité est une véritable épreuve qui décide du destin de Tan'yū et de sa famille. Grâce à son acharnement, le jeune artiste (qui rappelle à ses contemporains son grand-père Eitoku lors de la construction du château d'Azuchi), réussit à donner à tous ces bâtiments grandioses un nouvel éclat, aidé dans sa tâche par son frère cadet Naonobu ou les disciples de talent formés par son père.
De ce monument, le château de Nijō, seul le palais de ni-no-maru (deuxième enceinte qui constitue la partie ouest du château) est parvenu presque intégralement jusqu'à nous. Cet ensemble de cinq superbes bâtiments, reliés entre eux par de larges corridors, a été érigé lors de la fondation du château en 1603, et décoré de nouveau en 1626. Il se présente donc comme l'unique témoin du faste des grands palais de cette époque. La décoration de la partie la plus importante, ō-hiroma (les grandes salles d'audience), est vraisemblablement due au pinceau de Tannyū à la tête de son atelier. Tous les murs sont couverts de grandes compositions polychromes sur fond d'or qui traitent le thème traditionnel des pins et des oiseaux.

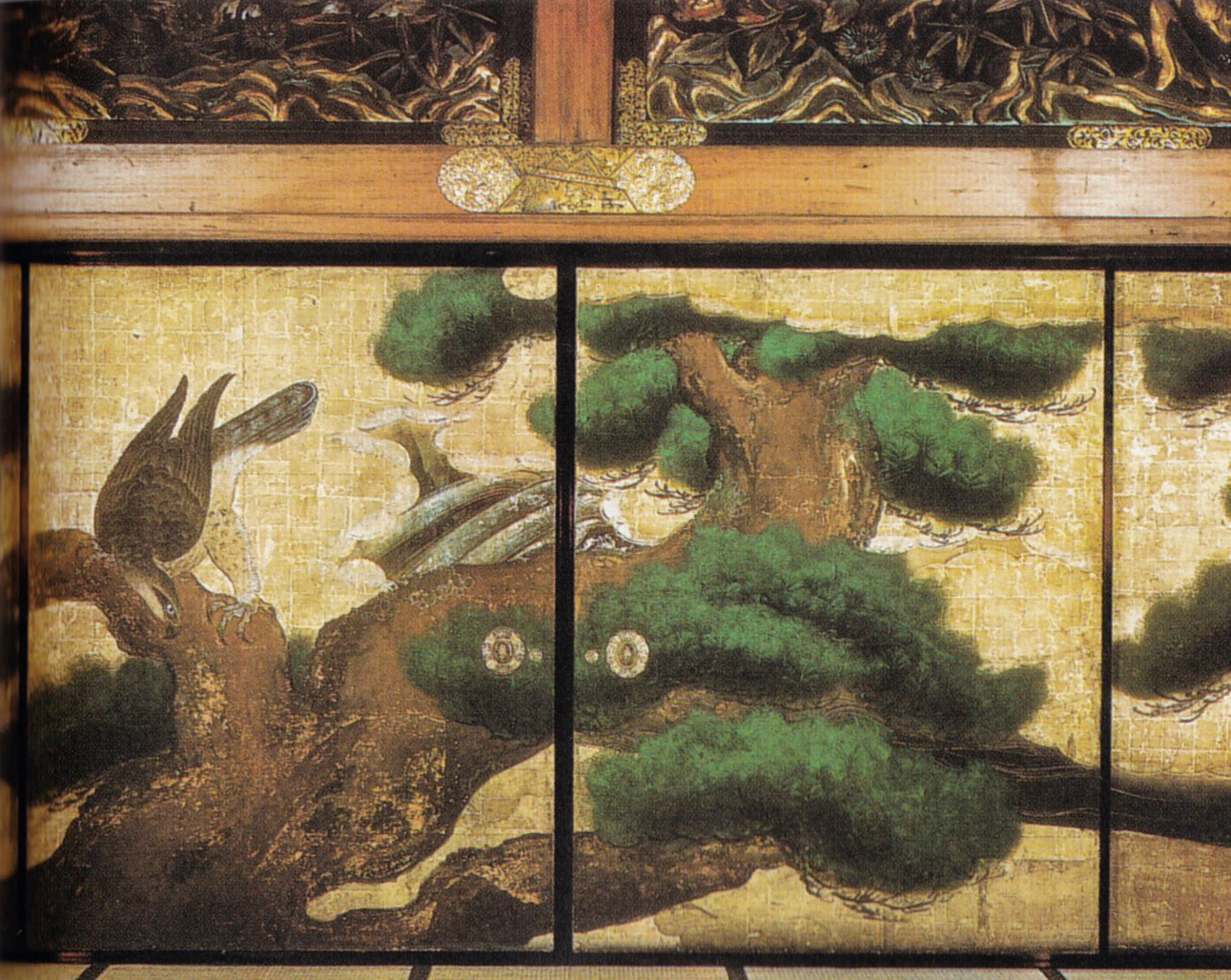
Pins. 1626. Fusuma, couleurs et or sur papier. Salle Yon-no-ma du Ninomaru , château de Nijō, salle d'audience rénovée pour l'empereur Go-Mizunoo
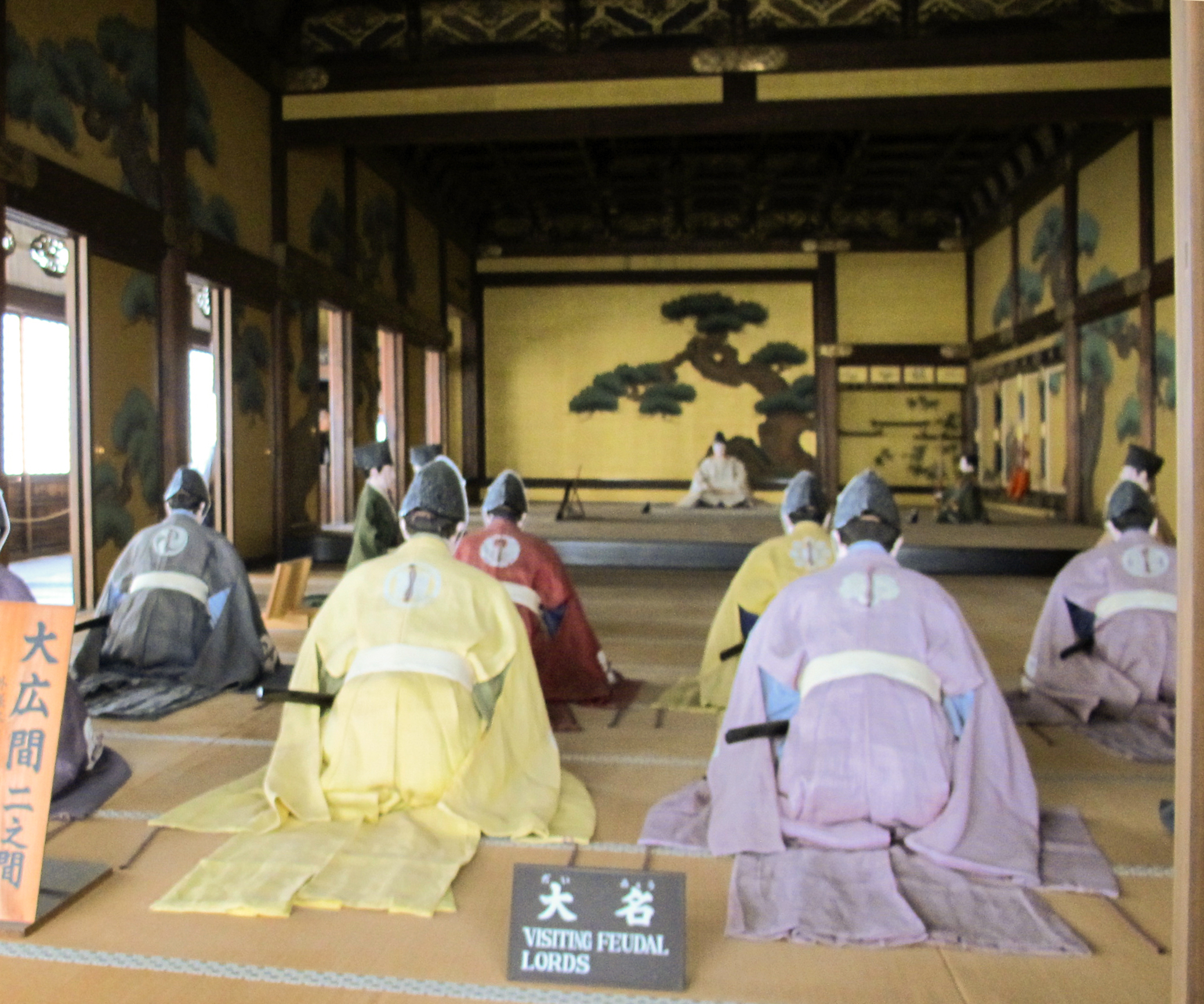
Château de Nijō, salle d'audience, vue partielle. Au fond, tokonoma, L 6 m.
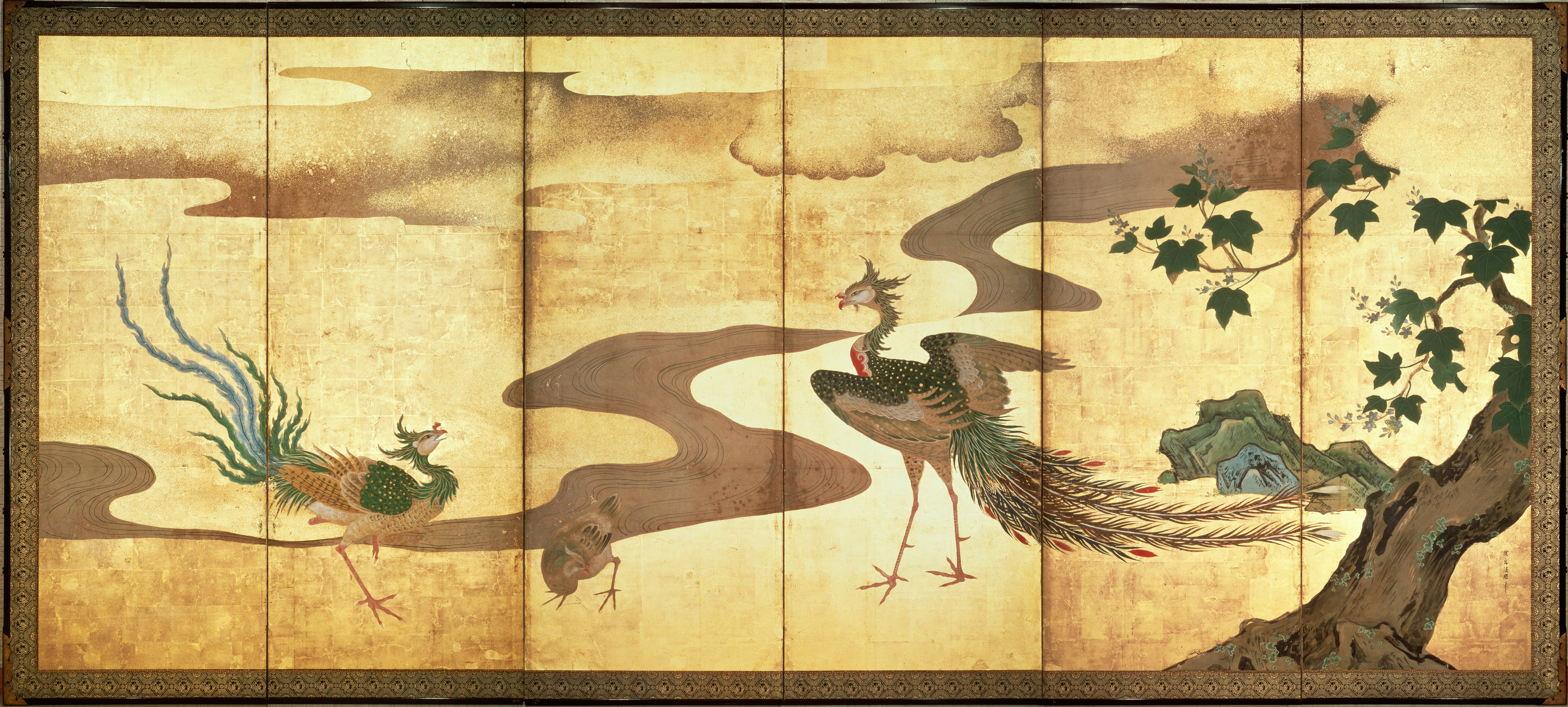
Phoenix et paulownia. XVIIe siècle. Paravent, 3,718 x 1,586 m. Couleurs et or sur papier. Musée d'Art Suntory, Tokyo
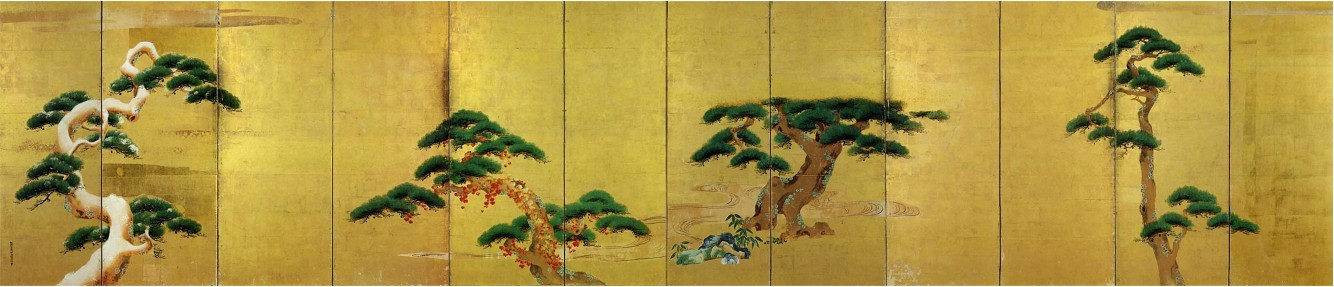
Pins des quatre saisons. XVIIe siècle. Paravent double à 6 feuilles, 156,5 x 367cm. Couleur et or sur papier. Daitoku-ji, Kyoto
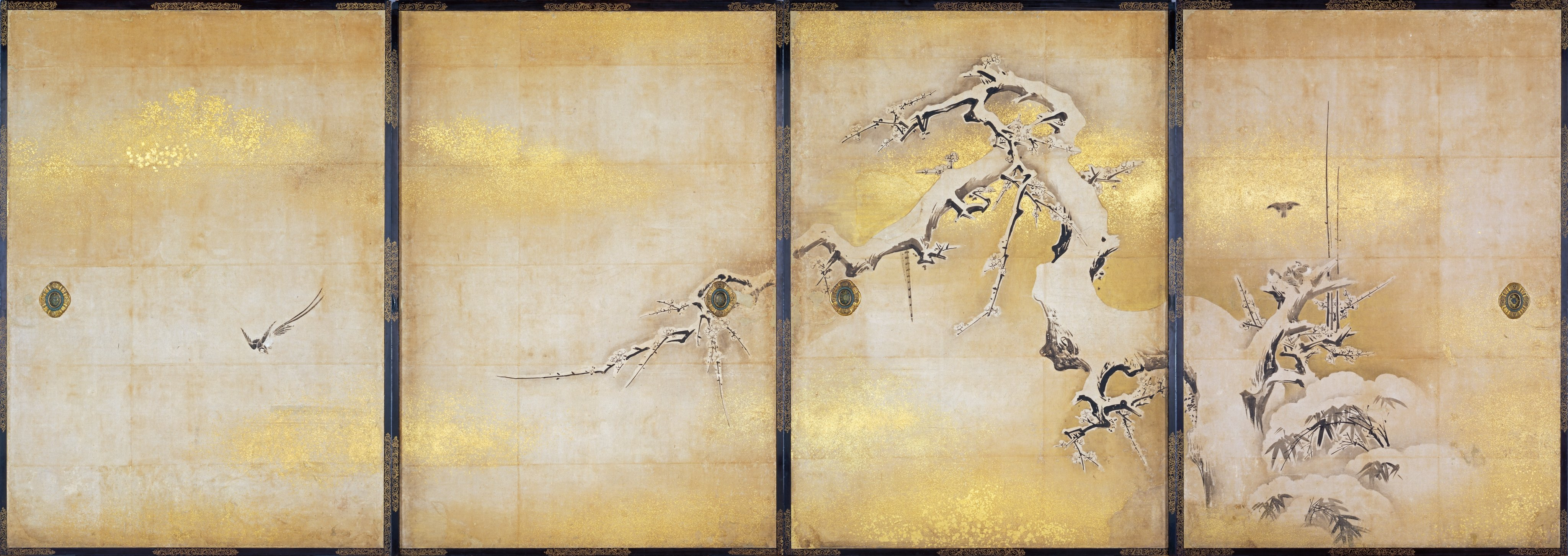
Prunier et bambou dans la neige. 1634. Portes coulissantes, ch. 191,3 x 135,7cm. Encre, couleur légère et lavis d'or. Château de Nagoya (Aichi)

L'effort des artistes tend, ici, à magnifier la puissance du nouveau dictateur. Sur une longue cloison de la quatrième salle, Salle des gardes, un seul pin gigantesque occupe un espace de quatorze mètres de longueur sur cinq mètres de hauteur. Perché dans le feuillage, un vieil aigle semble dominer toute la salle de sa dignité royale, toutes griffes dehors, surdimensionnées. La monumentalité de ce décor repose en grande partie sur ces très vieux pins, noueux, dont les formes particulièrement trapues sont le signe de leur résistance continue à des vents violents, à des neiges épaisses. Des aigles vigilants sont postés dans leurs branches colossales, partout dans la salle comme les « yeux » du shogun, lui même. Les pins symbolisent la longue vie et la résistance aux intempéries, mais ici, géants et monstrueusement torturés, ils symbolisent un pouvoir qui semble devoir résister absolument à tout. 
De tels travaux étaient pris en charge par tout un groupe de peintres professionnels, bien rémunérés. Parmi ses meilleurs disciples se trouve Kusumi Morikage (1602-1664).

### Les jeux d'encre
Il abandonne ce style décoratif, hérité de l'époque de Momoyama, au cours des années 1630, et préfère ensuite les jeux d'encre. En 1640 il réalise cinq rouleaux qui illustrent la vie de Tokugawa Ieyasu. L'année suivante il décore les fusuma des appartements du supérieur du Daitoku-ji, de scènes chinoises, de fleurs et oiseaux et de paysages à l'encre.

Pour la villa impériale de Katsura, Kanō Tan'yū aurait peint le fusuma (paroi coulissante) de la salle du paysage. Il l'aurait réalisé en 1641, et ses frères seraient intervenus dans le même temps, Naonubo ayant peint les « Sept Sages de la forêt de bambous » et Yasunobu, « Les oiseaux dans la neige ».
Mais il ne se contente pas de poursuivre la veine d'inspiration chinoise dans ses peintures à l'encre, il poursuit également, après Mitsunobu et Takanobu, l'incorporation du style yamato-e. Il en arrive à créer une nouvelle mode qui deviendra une ligne essentielle de l'école Kanō pour la période d'Edo. Dans les scènes d'inspiration japonaise, comme les paysages des quatre saisons il retrouve ainsi des procédés de la peinture classique (yamato-e), comme dans La pêche aux cormorans du musée Okura à Tokyo. De même, une paire de paravents à six feuilles sur le thème du Dit du Gengi manifeste des réminiscences yamato-e. Ces paravents semblent être le signe de liens entre les Tokugawa et la cour impériale.

Paysage des quatre saisons. 1630s. Double paravent à 6 feuilles. Chacun: 153,4 × 352,7 cm. Encre sur papier. Metropolitan Museum of Art
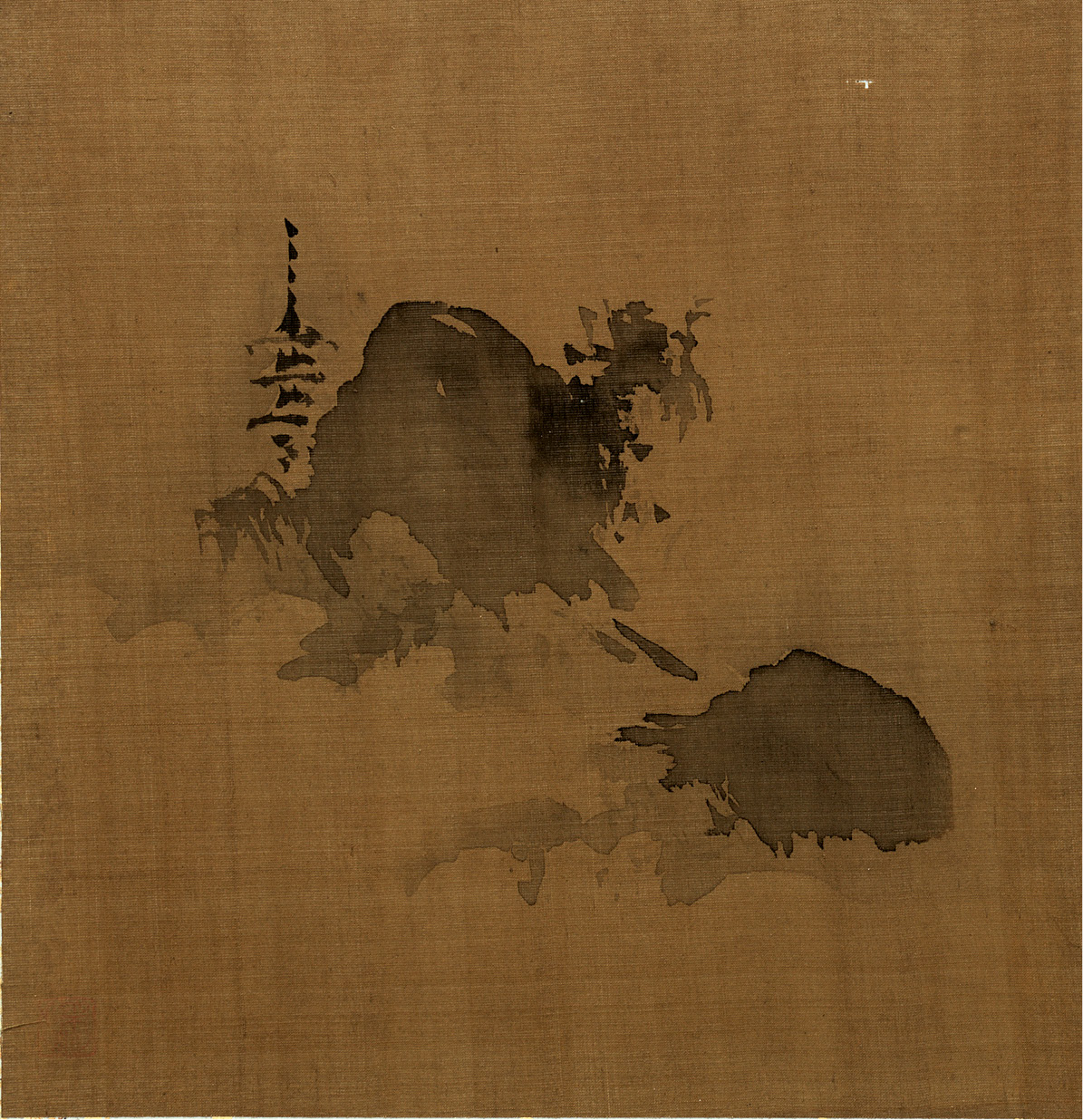
La cloche du temple, le soir dans la brume, tiré des Huit vues des rivières Xiao et Xiang. Encre sur soie. 17,8 x 17,4 cm. The Mary Griggs Burke Collection
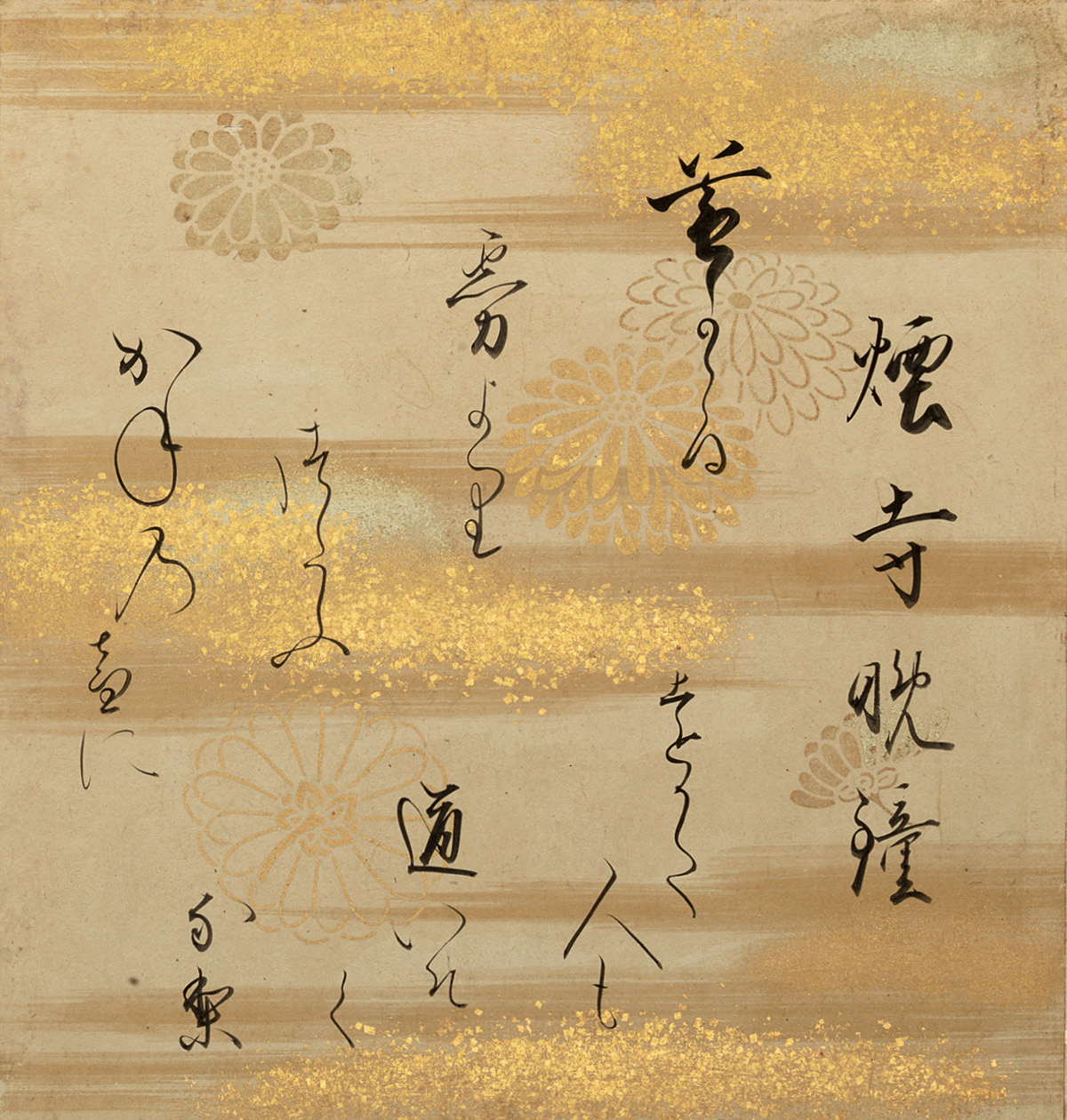
Poème accompagnant cette peinture[10]. Encre sur papier orné, style yamato (époque de Heian) repris par Hon'ami Kōetsu.
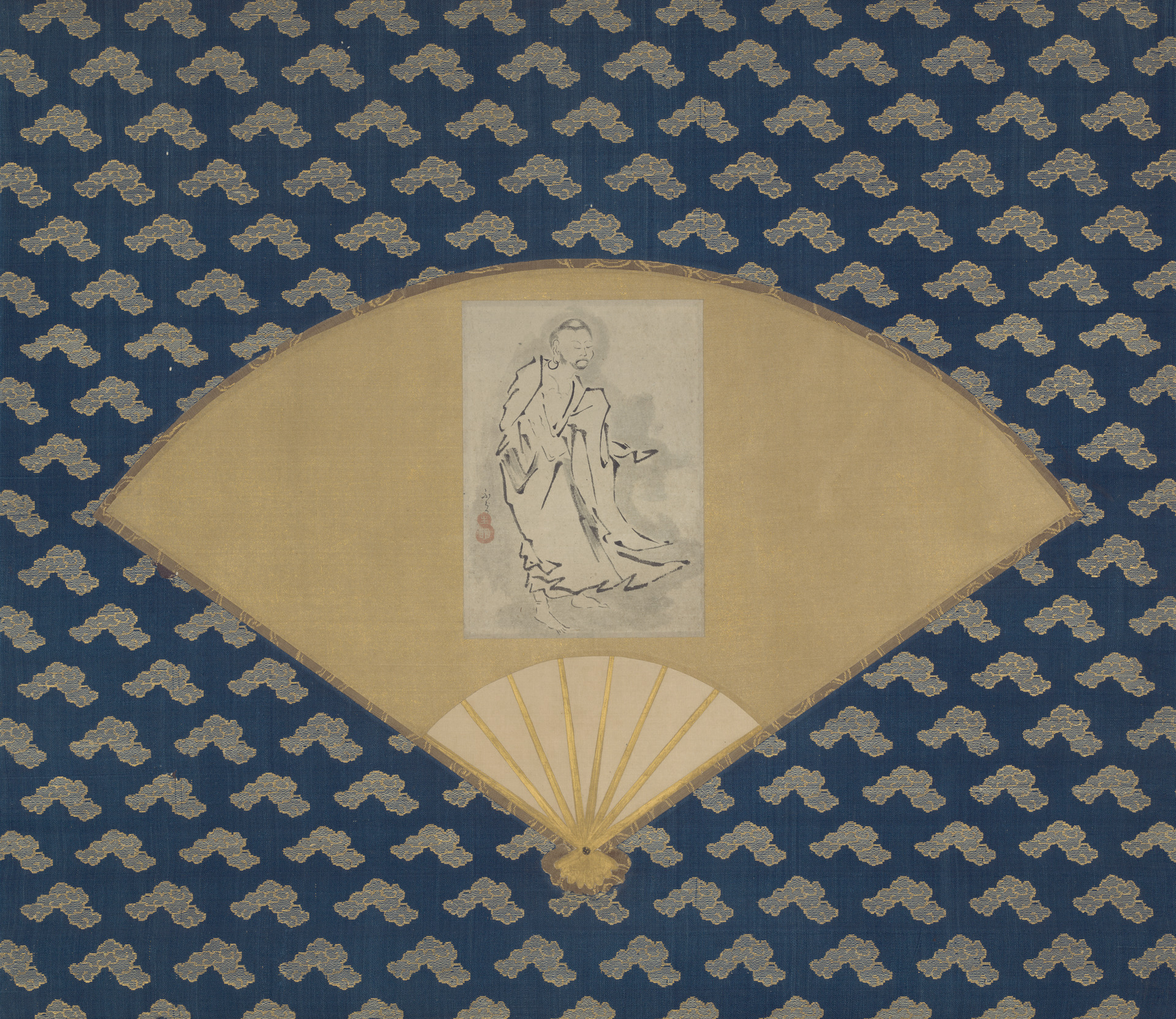
Sakyamuni après sa descente de la montagne. Rouleau suspendu. Encre sur papier. 14,5 x 10,7 cm. Yale University Art Gallery
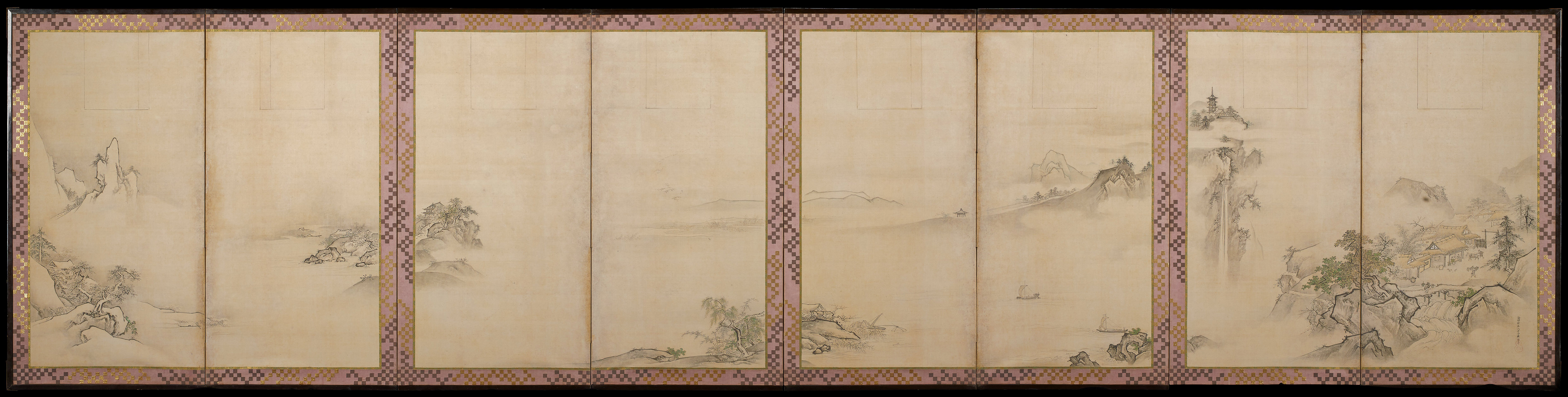
Huit vues des rivières Xiao et Xiang. 1663. Paravent de 8 feuilles, L. 3.60 m. Encre et couleurs légères sur soie. Minneapolis Institute of Art
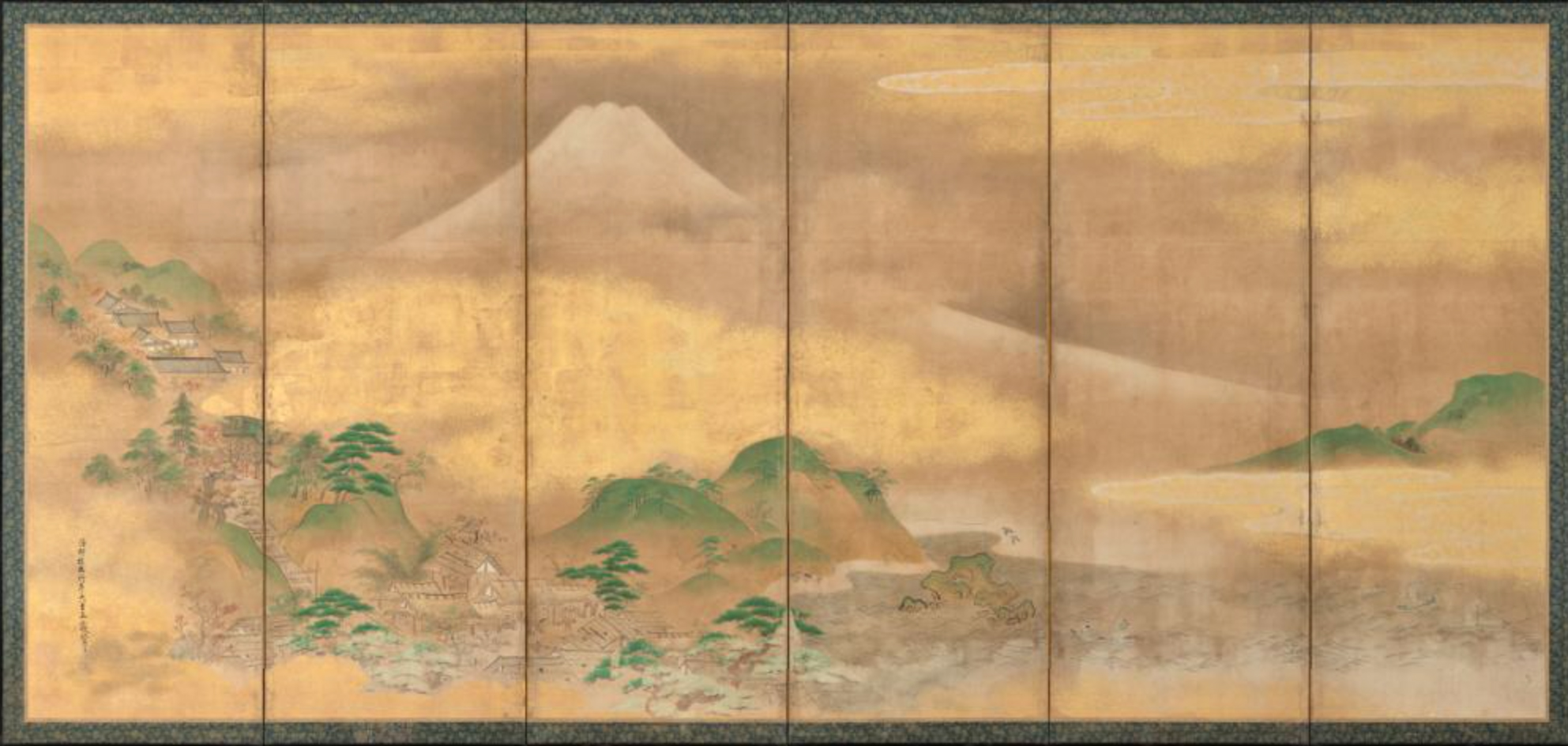
Mont Fuji. 1666. Encre, couleurs et feuilles d'or sur papier, paire de paravents à six feuilles, 166.6 cm x 362.6 cm. AAMSF

## 36 portraits de poètes immortels

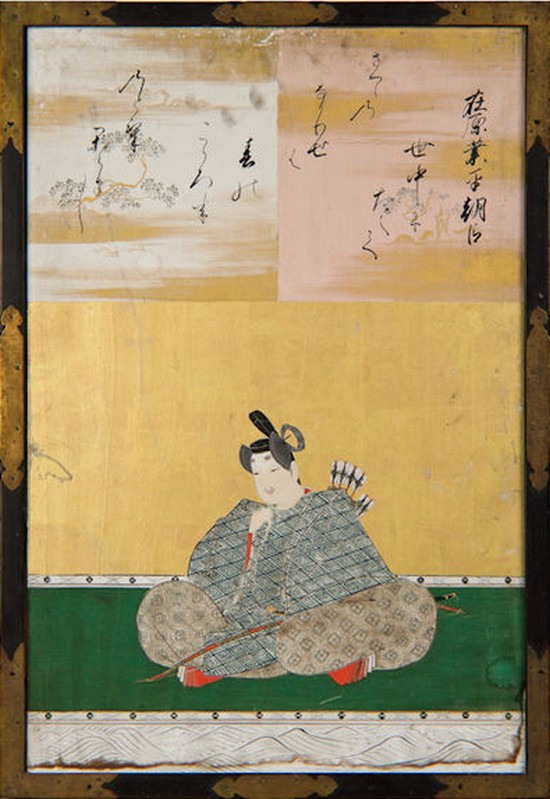
Ariwara no Narihira
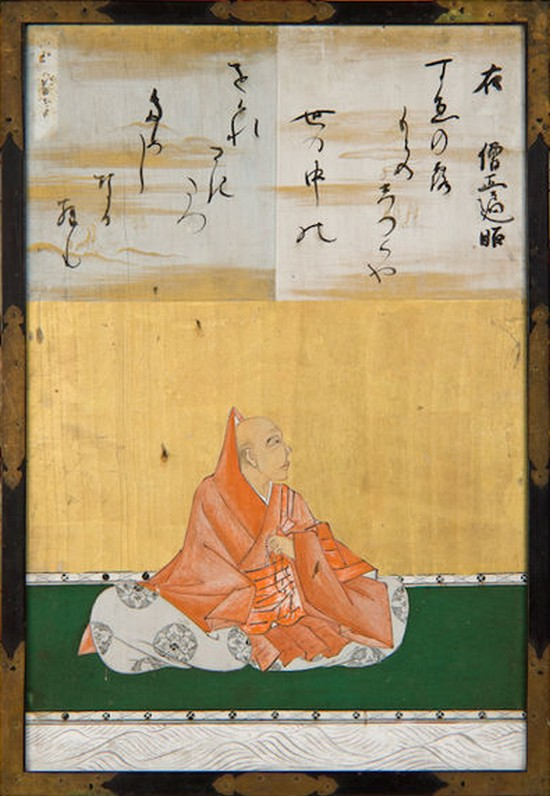
Henjō
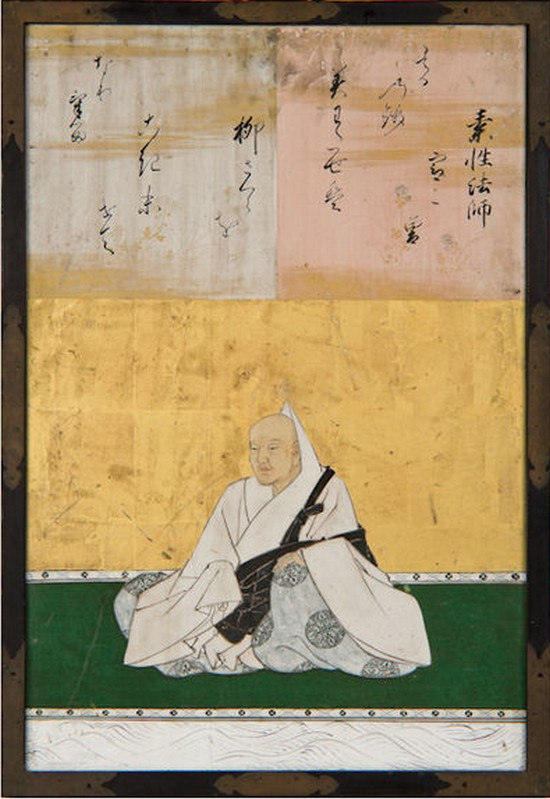
Sosei
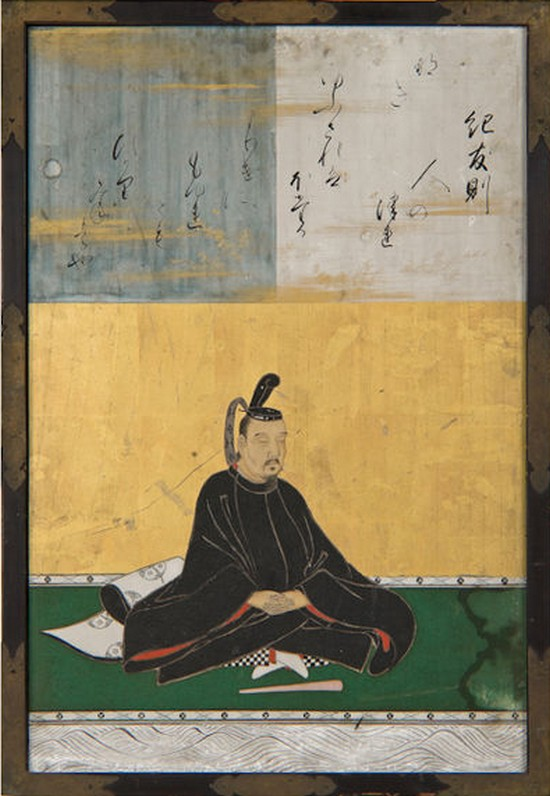
Ki no Tomonori
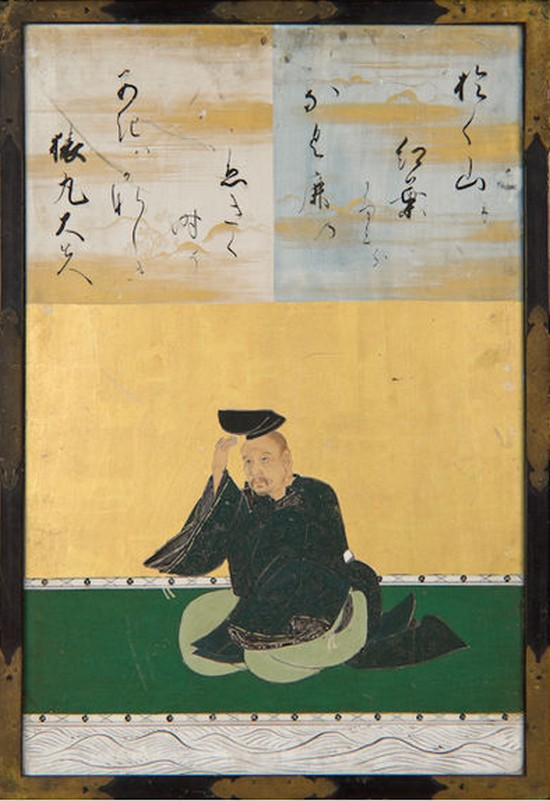
Sarumaru no Taifu
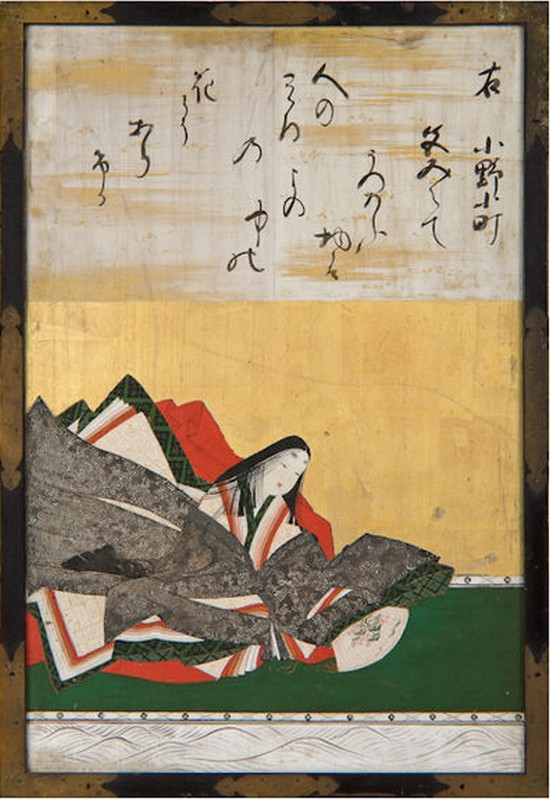
Ono no Komachi

Les grands auteurs de waka (poèmes courts japonais) sont appelés «poètes immortels». Fujiwara no Kintō (Xe – XIe siècles), choisit trente-six poètes célèbres, lesquels divisés en deux groupes de dix-huit poètes chacun. Un des groupes est proposé par Kakinomoto no Hitomaro, le second par Ki no Tsurayuki. Ces trente-six poètes s'affrontent dans un grand concours de poésie. Ils sont représentés assis sur des tatamis surélevés, sur fond d'or, peints par les frères Kanō (Tan'yū, Naonobu et Yasunobu) qui travaillent pour le shogunat de l'époque. Chacun d'eux réalise douze portraits.
Le Kotohira-gū dispose de documents qui définissent l'attribution à chacun des trois frères Kanō. Tan'yū peint les six premiers poètes du groupe de Hitomaro et les six premiers du groupe Tsurayuki. Naonobu lui, réalise les douze autres poètes du groupe Hitomaro et Yasunobu termine par les douze derniers poètes du groupe Tsurayuki. Les poèmes calligraphiés sont exécutés par les nobles de la cour.
Ces portraits sur cadres sont de mêmes dimensions (63,6x41,6 cm), et sont peints sur feuilles d'or sur bois, et datés: 1648.

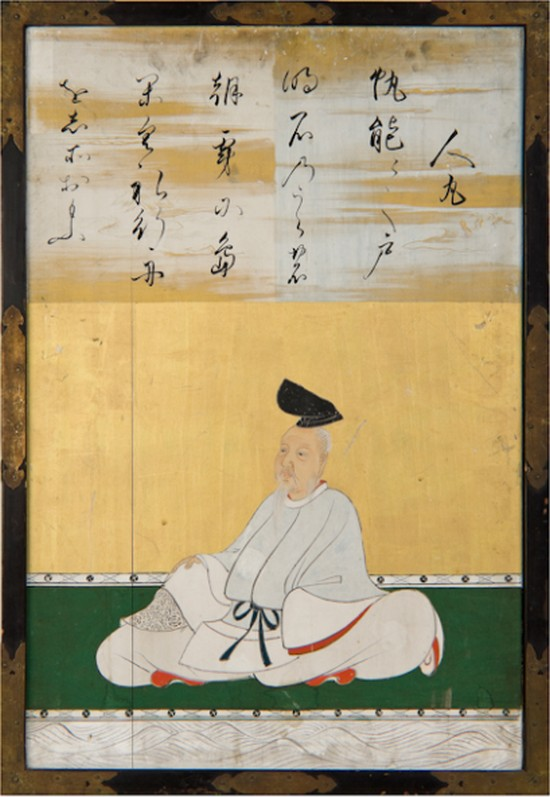
Kakinomoto no Hitomaro
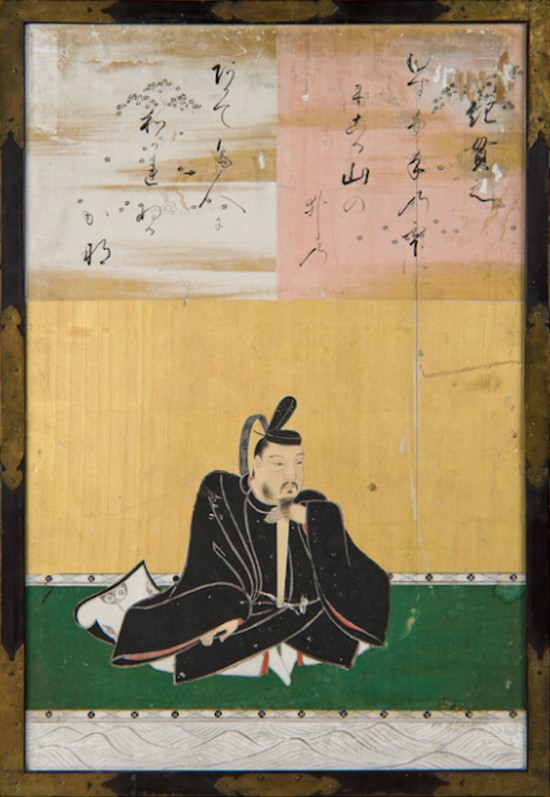
Ki no Tsurayuki
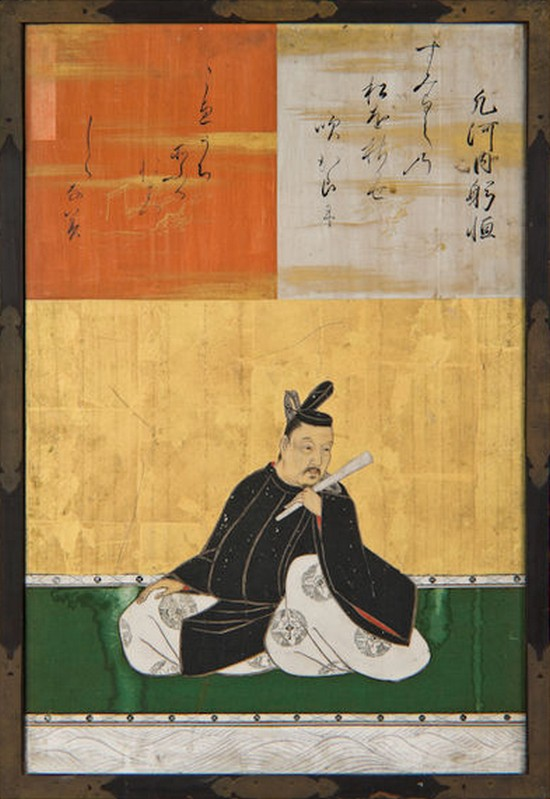
Ōshikōshi no Mitsune
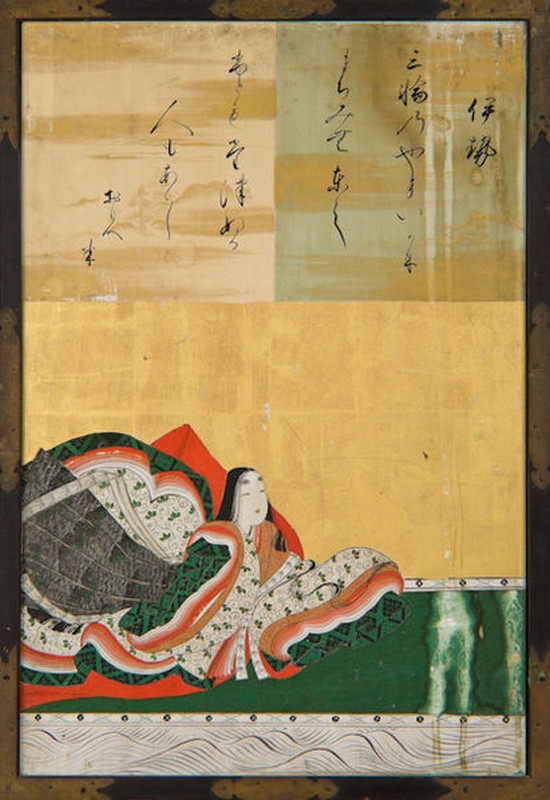
Ise
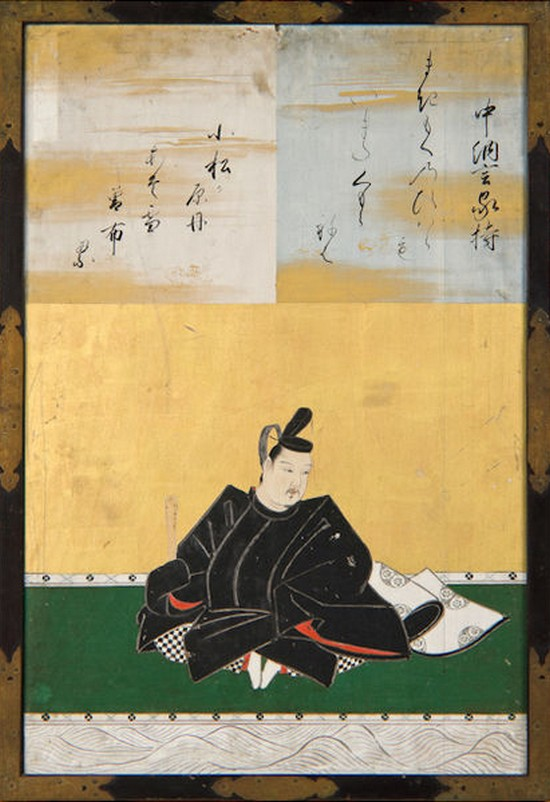
Ōtomo no Yakamochi
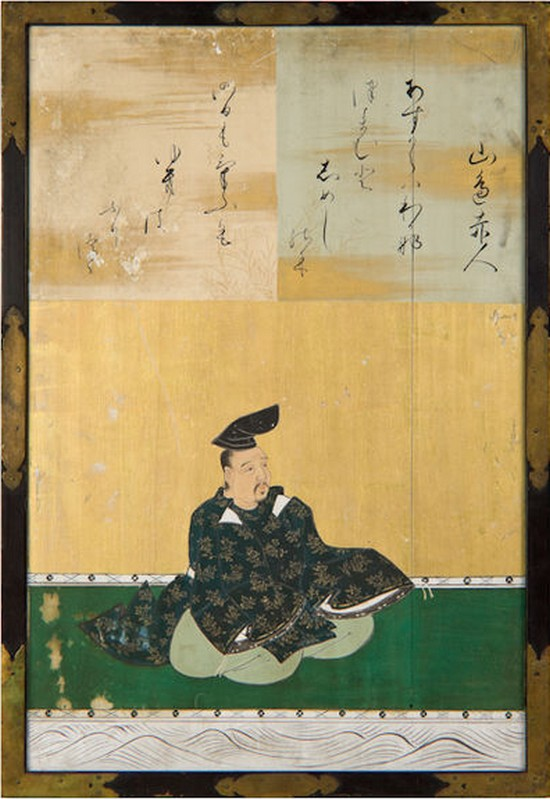
Yamabe no Akahito

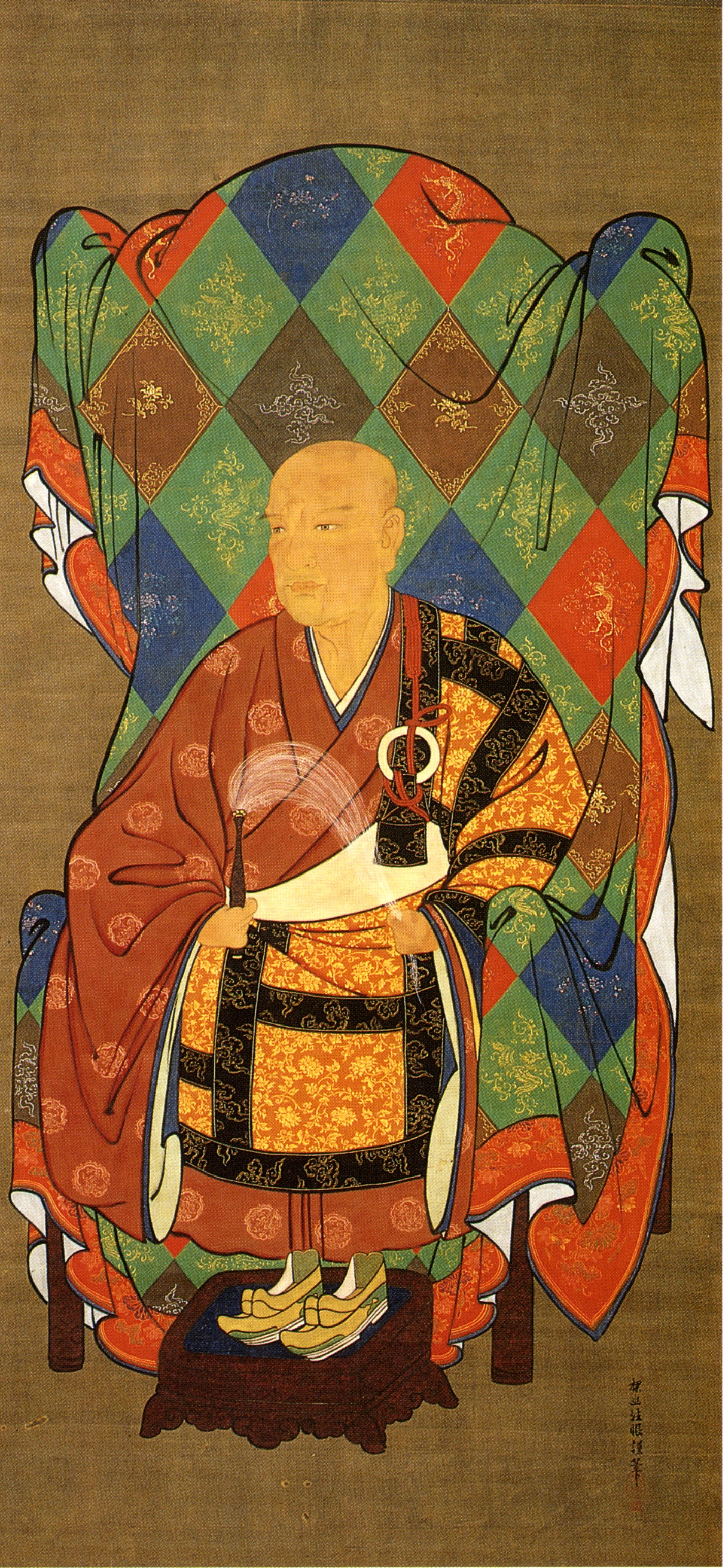
Ishin Sūden
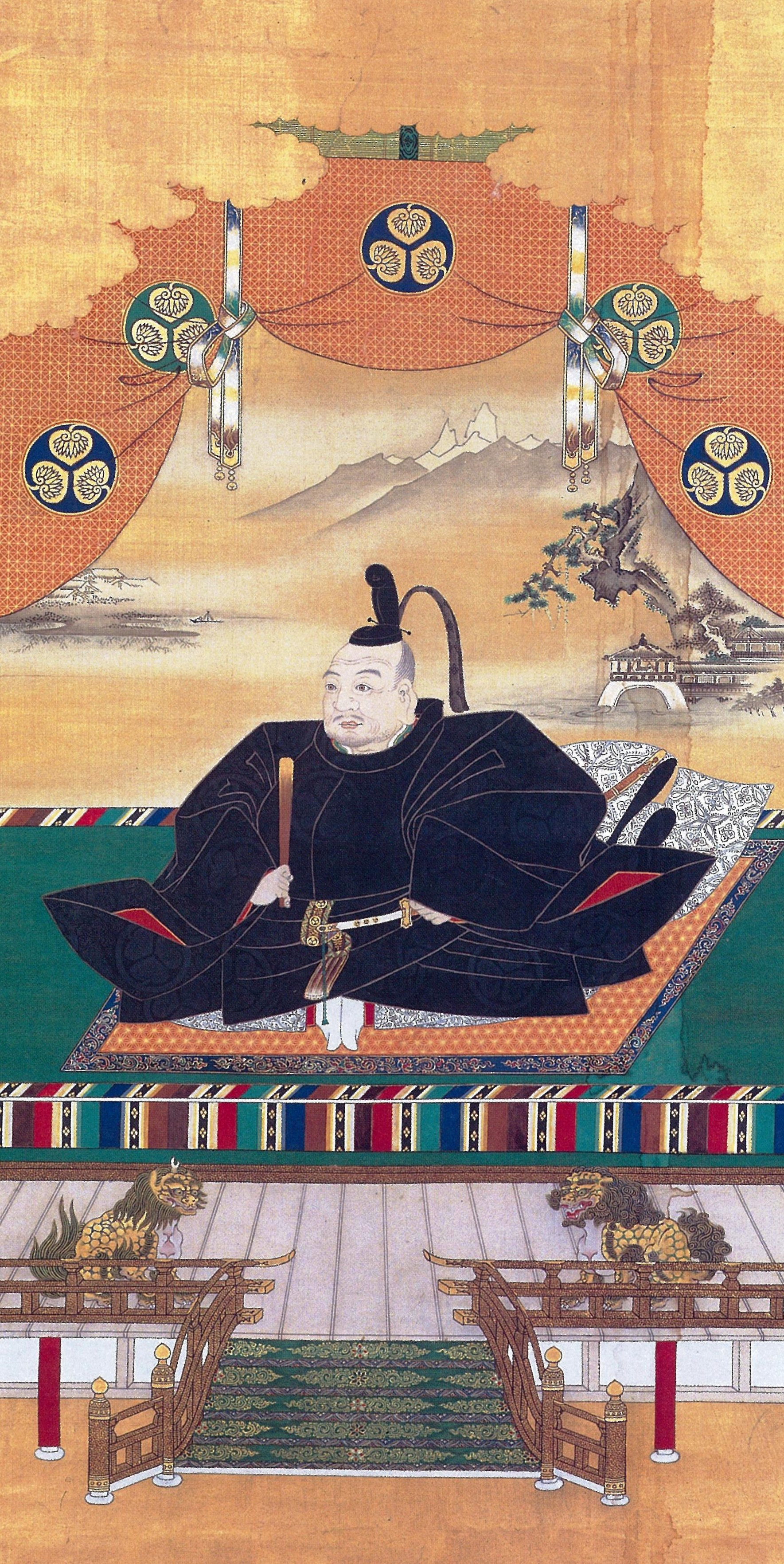
Tokugawa Ieyasu